# President de Grècia
El President de la República Hel·lènica (Πρόεδρος της Ελληνικής Δημοκρατίας), sovint anomenat com el President de Grècia, és el cap d'estat de Grècia. El càrrec de President de la República es va establir amb el Referèndum de la república grega de 1974 i es va formalitzar amb la Constitució de Grècia de 1975. L'actual cap d'estat grec és Konstantinos Tasoulas.
A continuació hi ha la llista de caps d'estat de Grècia, des del reconeixement internacional de l'autonomia de l'estat modern (el 1828), a les acaballes de la Guerra d'independència de Grècia, fins avui.

## Primera República Hel·lènica, 1828-1833
| Primera República Hel·lènica | Primera República Hel·lènica | Primera República Hel·lènica | Primera República Hel·lènica |
| Ordre                        | Governador                   | Mandat                       | Vida                         |
| ---------------------------- | ---------------------------- | ---------------------------- | ---------------------------- |
| 1                            | Ioannis Kapodístrias         | 1828 a 1831                  | 1776-1831                    |
| 2                            | Avgustinos Kapodístrias      | 1840 a 1849                  | 1792-1849                    |
| 3                            | Consell de Govern            | 1832-1833                    | -                            |

## Regne de Grècia, 1833-1924
- Veure Reis de Grècia

## Segona República Hel·lènica, 1924-1935
| Segona República Hel·lènica | Segona República Hel·lènica  | Segona República Hel·lènica    | Segona República Hel·lènica |
| Ordre                       | President                    | Mandat                         | Vida                        |
| --------------------------- | ---------------------------- | ------------------------------ | --------------------------- |
| 1                           | Pavlos Kunduriotis (1r cop)  | 1924 a 1926                    | 1855-1935                   |
| 2                           | Theódoros Pàngalos (militar) | 1926 (15 de març a 24 d'agost) | 1878-1952                   |
| 3                           | Pavlos Kunduriotis (2n cop)  | 1926 a 1929                    | 1855-1935                   |
| 4                           | Aléxandros Zaïmis            | 1929 a 1935                    | 1855-1936                   |

## Regne de Grècia, 1935-1973 (Monarca exiliat des de 1967)
- Veure Reis de Grècia

## Dictadura militar, 1967-1974
| Dictadura militar    | Dictadura militar                 | Dictadura militar | Dictadura militar |
| Cap d'Estat          | Mandat                            | Vida              | Comentaris        |
| -------------------- | --------------------------------- | ----------------- | ----------------- |
| Georgios Zoitakis    | 1967 a 1972                       | 1910 - 1996       | Regent            |
| Georgios Papadópulos | 1972 a 1973                       | 1919 -1999        | Regent            |
| Georgios Papadópulos | 1973 (1 de juny a 25 de novembre) | 1919 - 1999       | President         |
| Phaedon Gizikis      | 1973 a 1974                       | 1917 - 1999       | President         |

## Tercera República Hel·lènica, 1974 - Present
| Tercera República Hel·lènica | Tercera República Hel·lènica                          | Tercera República Hel·lènica            | Tercera República Hel·lènica |
| Ordre                        | President                                             | Mandat                                  | Vida                         |
| ---------------------------- | ----------------------------------------------------- | --------------------------------------- | ---------------------------- |
| *                            | Phaedon Gizikis (provisional)                         | 1974 (24 de juliol a 18 de desembre)    | 1917-1999                    |
| *                            | Michail Stasinopulos (interí, designat pel Parlament) | 1974 a 1975                             | 1903-2002                    |
| 1                            | Konstandinos Tsatsos                                  | 1975 a 1980                             | 1899-1987                    |
| 2                            | Konstandinos Karamanlís (1r cop)                      | 1980 a 1985                             | 1907-1998                    |
| *                            | Ioannis Alevras (interí)                              | 1985 (10 a 30 de març)                  | 1912-1995                    |
| 3                            | Christos Sartzetakis                                  | 1985 a 1990                             | 1929-2022                    |
| 4                            | Konstandinos Karamanlís (2n cop)                      | 1990 a 1995                             | 1907-1998                    |
| 5                            | Konstandinos Stefanópulos                             | 1995 a 2005                             | 1926-2016                    |
| 6                            | Kàrolos Papúlias                                      | 12 de març de 2005 - 13 de març de 2015 | 1929-2021                    |
| 7                            | Prokopis Pavlópulos                                   | 13 de març de 2015 - 12 de març de 2020 | n. 1950                      |
| 8                            | Katerina Sakel·laropulu                               | 13 de març de 2020 - 13 de març de 2025 | n. 1956                      |
| 9                            | Konstantinos Tasoulas                                 | 13 de març de 2025-actualitat           | n. 1959                      |